# Metriocnemus griseovittatus
Metriocnemus griseovittatus är en tvåvingeart som beskrevs av Edwards 1931. Metriocnemus griseovittatus ingår i släktet Metriocnemus och familjen fjädermyggor. Inga underarter finns listade i Catalogue of Life.